# Johan August Arfwedson
Johan August Arfwedson (1792. január 12. – 1841. október 28.) svéd kémikus, 1817-ben felfedezte a lítiumot.

## Élete és munkássága
1792-ben nagypolgári családba született, apja Jacob Arfwedson nagykereskedő és gyártulajdonos volt, anyja Anna Elisabeth Holtermann. 1803-ban végezte el az Uppsalai Egyetemet, 1809-ben jogi diplomát szerzett, majd 1812-ben ásványtanból is lediplomázott. Ugyanebben az évben fizetés nélküli állást kapott a svéd királyi bányavállalatnál, ahol 1814-re jegyzői rangig jutott (továbbra is fizetés nélkül).
Arfwedsonnak Stockholmban megismerte Jöns Jakob Berzelius svéd kémikust és szabad bejárása volt annak laboratóriumába. 1817-ben a petalit érc elemzése közben felfedezte a lítiumot, amelyet a svéd Utö szigeten fedeztek fel nem sokkal korábban.
1818-1819-ben európai körutat tett, részben Berzelius társaságában. Hazaérkezése után házában felépítette saját laboratóriumát. Élete hátralevő részét vagyonának igazgatásával és kémiai kísérletekkel töltötte. 1821-ben megválasztották a Svéd Királyi Tudományos Akadémia tagjává. 1923-ban az arfvedszonit ásványt nevezték el róla.

## Fordítás
- Ez a szócikk részben vagy egészben  a   Johan August Arfwedson című angol Wikipédia-szócikk fordításán alapul.  Az eredeti cikk szerkesztőit annak laptörténete sorolja fel. Ez a jelzés csupán a megfogalmazás eredetét és a szerzői jogokat jelzi, nem szolgál a cikkben szereplő információk forrásmegjelöléseként.